# Olga Pivovarova
Olga Pivovarova (29 de enero de 1956) es una deportista soviética que compitió en remo.
Participó en los Juegos Olímpicos de Moscú 1980, obteniendo una medalla de plata en la prueba de ocho con timonel. Ganó cuatro medallas en el Campeonato Mundial de Remo entre los años 1977 y 1981.

## Palmarés internacional
| Juegos Olímpicos   | Juegos Olímpicos          | Juegos Olímpicos | Juegos Olímpicos   |
| Año                | Lugar                     | Medalla          | Prueba             |
| ------------------ | ------------------------- | ---------------- | ------------------ |
| 1980               | Moscú (URSS)              | Medalla de plata | Ocho con timonel   |
| Campeonato Mundial |                           |                  |                    |
| Año                | Lugar                     | Medalla          | Prueba             |
| 1977               | Ámsterdam (Países Bajos)  | Medalla de plata | Ocho con timonel   |
| 1978               | Cambridge (Nueva Zelanda) | Medalla de oro   | Ocho con timonel   |
| 1979               | Bled (Yugoslavia)         | Medalla de oro   | Ocho con timonel   |
| 1981               | Múnich (RFA)              | Medalla de oro   | Cuatro con timonel |